# (1156) Kira
Pour les articles homonymes, voir Kira.
(1156) Kira est un astéroïde de la ceinture principale découvert le 22 février 1928 par l'astronome allemand Karl Reinmuth.

## Désignation
Sa désignation provisoire était 1928 DA. Son nom a été proposé par l'astronome Max Mündler, sans justifications.